# Serbia en los Juegos Olímpicos de la Juventud 2018
Serbia participó en los Juegos Olímpicos de la Juventud 2018 en Buenos Aires, Argentina, celebrados entre el 6 y el 18 de octubre de 2018. La delegación estuvo conformada por 16 atletas en 8 disciplinas y obtuvo dos medallas de plata y tres medallas de bronce en las justas.

## Deportes

### Natación
| Sexo | Atleta         | Evento          | Heat    | Heat |
| Sexo | Atleta         | Evento          | Tiempo  | Rank |
| ---- | -------------- | --------------- | ------- | ---- |
| M    | Boris Lacanski | 400 m Freestyle | 4:02'06 | 4    |

## Medallero
| Medalla           | Nombre          | Deporte        | Evento                 | Fecha  |
| ----------------- | --------------- | -------------- | ---------------------- | ------ |
| Medalla de plata  | Anja Crevar     | Natación       | 50 m mariposa femenino | 7 oct  |
| Medalla de plata  | Nadica Božanić  | Taekwondo      | 63 kg femenino         | 10 oct |
| Medalla de bronce | Aleksa Mitrović | Tiro deportivo | 10 m rifle masculino   | 7 oct  |
| Medalla de bronce | Marija Malić    | Tiro deportivo | 10 m rifle femenino    | 8 oct  |
| Medalla de bronce | Ivana Perović   | Karate         | 59 kg femenino         | 17 oct |

### General
| Presea        | Medalla de oro | Medalla de plata | Medalla de bronce | Total |
| ------------- | -------------- | ---------------- | ----------------- | ----- |
| TOTAL OFICIAL | 0              | 2                | 3                 | 5     |

## Competidores
| Deportes | Hombres | Mujeres | Total |
| -------- | ------- | ------- | ----- |
| Natación | 1       |         | 1     |
| Total    | 1       |         | 1     |